# Инишман
Инишман (встречается написание Инишмаан; ирл. Inis Meáin, [ˈɪnɪɕ mʲɑːn], англ. Inishmaan, «средний остров») — один из островов Аран, второй по размерам, расположенный в заливе Голуэй. Население — 157 чел. (2011).
На Инишмане расположен одноименный аэродром.
У Мартина МакДонаха есть пьеса «Калека с острова Инишмаан».
На острове многократно бывал, и, в частности, несколько раз провёл там лето писатель и драматург Джон Миллингтон Синг. На острове работает музей Синга.